# Швартова бочка

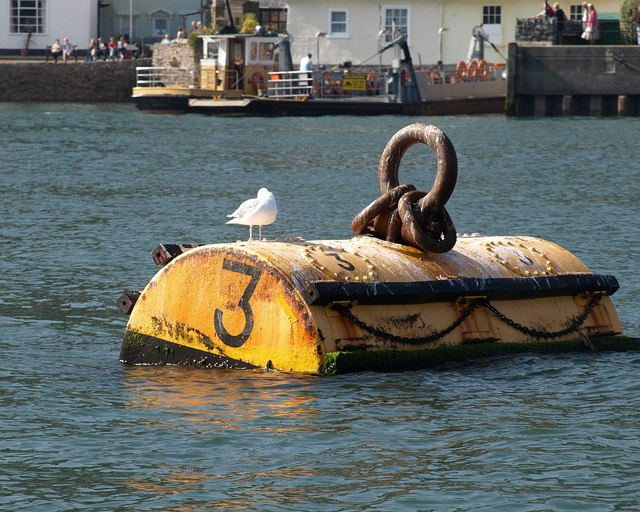
Швартова бочка в порті Дартмута

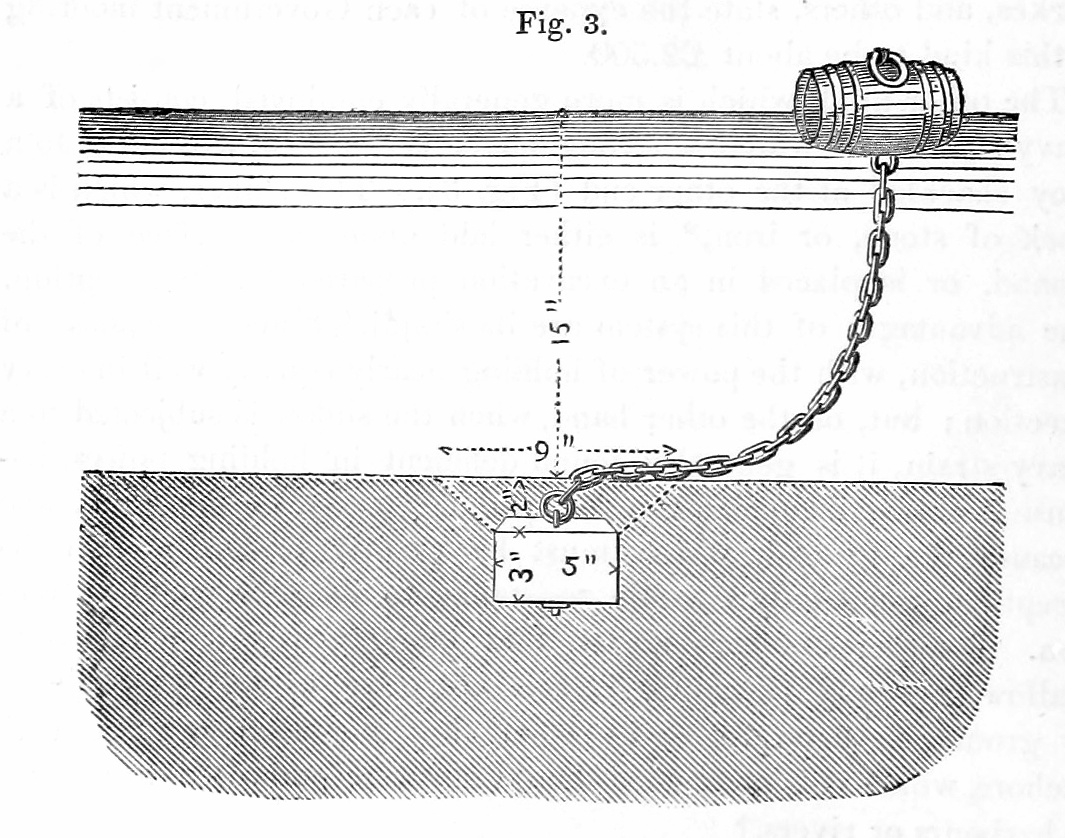
Швартова дерев'яна бочка

Швартова бочка — закріплений на мертвому якорі сталевий поплавок, призначений для швартування суден у гавані і на рейді (в останньому разі називається також рейдовою бочкою). Закріплення судна на бочці і пов'язаний з ним маневр називається постановкою на бочку: він забезпечує точність постановки судна в заданому місці, зменшує площу якірної стоянки групи кораблів, забезпечує швидке зняття з бочки, зберігає якірний пристрій.
Діаметр бочки становить 1,5 — 3 м, об'єм — до кількох десятків кубометрів. Залежно від конструкції і призначення бочки можуть бути горизонтально-циліндричними і вертикально-циліндричними. Горизонтальна бочка розташовується горизонтально на поверхні моря, на верхній і нижній площинах вона має обухи або рими: до нижнього кріпиться ланцюг, яким бочка з'єднується з мертвим якорем, верхній же служить для кріплення швартовів або якірного ланцюга судна. Вертикальна бочка розташовується на поверхні моря вертикально, а у випадку її використовування з бриделем всередині вона має вертикальний тунель, через який проходить ходовий кінець бриделя, а на верхній площині — рим для кріплення його провідника.